# Юозас Вайчкус
Юозас Вайчкус (лит. Juozas Vaičkus 16 квітня 1885, Ковенська губернія, Російська імперія — 7 квітня 1935  , Каунас
, Литва) — литовський театральний діяч, режисер, педагог. Творець литовського професійного театру. 

## Біографія
У 1905 створив у Петербурзі пересувну любительську театральну трупу, з якою гастролював по Литві до 1914. 
У 1916 закінчив юридичний факультет Санкт-Петербурзького університету і студію Олександрійського театру. У тому ж році створив литовську драматичну студію, що стала основою першого професійного литовського театру, яка в 1917 — 1918 роках ставила спектаклі в Петрограді. З 1918 театр працював у Вільнюсі, з 1919 — в Каунасі. 
У 1920 на основі цього колективу був створений Каунаський драматичний театр товариства «Творців мистецтва» (в 1922 перетворений в Національний театр), в якому Вайчкус працював режисером. 
У 1923 — 1932 Юозас жив у США. У 1923 — 1928 працював з американськими литовцями. У Брукліні, Нью-Йорк, заснував драматичну студію, поставив на сцені понад 75 литовських п'єс, пробував свої сили в Голлівуді. 
У 1932 повернувся на батьківщину, оселився в Каунасі. Працював у кіно, зняв документальний фільм про поета Майроніса (1932). Створив литовську продюсерську компанію «Lietfilmas».   

## Педагогічна діяльність
Займався педагогічною діяльністю. Виховав понад 100 учнів — Вікторас Дінейка, Пятрас Кубертавічюс, Она Курмите-Мазуркявічене, Юозас Стануліс та ін. Пізніше почали грати актори Александрас Купстас, Юозас Лауцюс, Стасис Пилка, Она Римайте, Юозас Сіпаріс, Іполітас Твірбутас, Теофілія Другунайте-Вайчюнене, Антаніна Вайнюнайте-Кубертавічене, Неле Восілюте-Дугуветене, Еляна Жалінкявічайте-Пятраускене. 

## Вибрані театральні постановки
- «Люди» Варгшаса (1918),
- «Голодні люди» Ясюкайтіса (1919),
- «Дві дороги» Хейермансга (1919),
- «Будівельник Сольнес» (1919) і «Привиди» (1920) Ібсена,
- «Блінда» Жямкальніса (1920),
- «Вогні Іванової ночі» Зудермана (1920) та ін.

## Пам'ять
- У 1975 на батьківщині Юозаса Вайчкуса був відкритий музей.
- У парку міста Мажейкяй в 1984 була встановлена скульптура Юозаса Вайчкуса (автор І. Мешкелевічюс).